# Batur Altıparmak
Batur Altıparmak (Istanbul, 1º gennaio 1971) è un ex calciatore turco, di ruolo mediano. È figlio di Ogün, calciatore della nazionale turca tra il 1961 ed il 1968.

## Carriera

### Club
Altıparmak si forma ed inizia la carriera nel Fenerbahçe. Nel gennaio 1990 si trasferisce in prestito al Zeytinburnuspor, con cui ottiene il decimo posto nella Türkiye 1.Lig 1989-1990.
Nell'estate 1990 passa al Gaziantepspor, con cui ottiene il tredicesimo posto nella Türkiye 1.Lig 1990-1991.
Dal 1991 al 1993 milita nel Çengelköy SK, per poi tornare al Fenerbahçe per una stagione, senza però giocare incontri ufficiali.
Dal 1994 al 1998 gioca nell'Ankaragücü, ottenendo come miglior piazzamento l'undicesimo posto nella stagione 1995-1996.
Chiude la carriera agonistica nel Şekerspor, club nel quale milita dal 1998 al 2001.
Lasciato il calcio giocato diviene un agente sportivo, gestendo giocatori del calibro di Selçuk İnan, Caner Erkin, Mehmet Topal, Mert Günok e İsmail Köybaşı.